# Pseudopontonia
Pseudopontonia is een geslacht van kreeftachtigen uit de klasse van de Malacostraca (hogere kreeftachtigen).

## Soort
- Pseudopontonia minuta (Baker, 1907)